# Richard Lange
Pour les articles homonymes, voir Lange.
Richard Lange, né le 19 octobre 1961 à Oakland en Californie, est un écrivain américain.

## Biographie
Issu d'un milieu ouvrier, il s'essaye aux études de cinéma à l'université de Californie du Sud, voyage en Europe et enseigne l'anglais à l'institut Berlitz de Barcelone. De retour à Los Angeles, il a toutes sortes de jobs dans l'édition : d'abord relecteur chez Larry Flynt Publications, il dirige ensuite le magazine de heavy metal RIP, fait un passage dans l'édition de manuels scolaires et dirige à nouveau un magazine, Radio & Records.
Il devient écrivain tardivement, encouragé par l'écrivain T. C. Boyle avec qui il a pris des cours d'écriture.
Lange publie sa première nouvelle en 1994 dans la New Delta Review et en a depuis publié de nombreuses autres dans diverses revues ; Bank of America a été sélectionnée pour faire partie du recueil des Best American Mystery Stories de 2004, et Baby Killer pour l'édition 2011 du même recueil.
Son premier recueil de nouvelles Dead Boys est publié aux USA par Little, Brown, en 2007 et en France par les éditions Albin Michel (collection Terres d'Amérique) en 2009 (trad. par Cécile Deniard), sous le même titre.
Son premier roman This Wicked World est publié par la même maison d'édition aux USA (en 2009) et en France (en 2011), sous le titre Ce monde cruel.
Son second roman, Angel Baby, est publié en mai 2013 aux USA. Les droits de traduction ont été achetés à ce jour par l'Italie, la France et l'Allemagne, ainsi que les droits pour une adaptation en film (dont Lange écrirait le scénario). Avec ce roman, il est lauréat du prix Hammett 2013.
Ses personnages de prédilection sont tous ces gens qui arrivent chaque jour à Los Angeles avec des rêves plein la tête et doivent rapidement faire face à une réalité plus sombre: immigrés mexicains de première génération exploités par leurs patrons, aspirantes actrices qui enchaînent les petits jobs, serveurs rêvant d'ouvrir un restaurant, clandestins embarqués dans des activités illégales, etc.

## Œuvre

### Romans
- Ce monde cruel, Albin Michel, 2011 ((en) This Wicked World, 2009)
- Angel Baby, Albin Michel, 2015 ((en) Angel Baby, 2013)
- La Dernière Chance de Rowan Petty, Albin Michel, 2019 ((en) The Smack, 2017)
- Les Vagabonds, Rivages, 2024 ((en) Rovers, 2021), trad. David Fauquemberg, 336 p.  (ISBN 978-2-7436-6171-7)
- Joe Hustle (2024)

### Recueils de nouvelles
- Dead Boys, Albin Michel, 2009 ((en) Dead Boys, 2007)
- (en) Sweet Nothing, 2015

## Prix et distinctions

### Prix
- Prix Hammett 2013 pour Angel Baby[2]
- Prix Dagger de la meilleure nouvelle 2015 pour Apocrypha[3]

### Nomination
- Prix Dagger de la meilleure nouvelle 2015 pour Sweet Nothing[3]